# Todor Diew
Todor Nedjałkow Diew (bułg. Тодор Недялков Диев, ur. 28 września 1934 w Płowdiwie, zm. 6 stycznia 1995 tamże) – bułgarski piłkarz występujący na pozycji napastnika, reprezentant Bułgarii w latach 1955–1965, brązowy medalista olimpijski.

## Kariera klubowa
Przez niemal całą swoją karierę piłkarską Diew związany był z klubem Spartak Płowdiw. Występował w nim na poziomie A RFG w latach 1950–1966, z przerwą na roczną grę w Spartaku Sofia (1952–1953). Dwukrotnie był królem strzelców bułgarskiej ekstraklasy w sezonie 1955 (13 goli) oraz 1962/63 (26 goli). W 1958 roku wywalczył ze Spartakiem Płowdiw Puchar Bułgarii. W 1962 roku był wicemistrzem Bułgarii, a w 1963 roku wywalczył mistrzostwo kraju.

## Kariera reprezentacyjna
W reprezentacji Bułgarii Diew zadebiutował 13 listopada 1955 w wygranym 3:0 towarzyskim spotkaniu z Czechosłowacją i w debiucie zdobył gola. W 1956 roku zdobył z Bułgarią brązowy medal na Igrzyskach Olimpijskich w Melbourne, a w 1960 roku wystąpił na igrzyskach w Rzymie. W 1962 roku został powołany do kadry Bułgarii na Mistrzostwa Świata 1962 w Chile. Zagrał na nich w jednym meczu z Argentyną (0:1). Od 1955 do 1965 roku rozegrał w kadrze narodowej 55 meczów i strzelił 16 bramek.

## Sukesy

### Zespołowe
Bułgaria
- brązowy medal igrzysk olimpijskich: 1956

Spartak Płowdiw
- mistrzostwo Bułgarii: 1962/63
- Puchar Bułgarii: 1958

### Indywidualne
- król strzelców A RFG: 1955 (13 goli), 1962/63 (26 goli)